# California Jamming
Albums de Deep Purple
Burn
(1974) Stormbringer
(1974)
California Jamming est un album live du groupe de rock britannique Deep Purple. Il retrace le concert donné par le groupe lors du festival California Jam, le 6 avril 1974.

## Liste des titres
Edition originale 1996
1. Burn (Blackmore, Coverdale, Lord, Paice) — 6:21
2. Might Just Take Your Life (Blackmore, Coverdale, Lord, Paice) — 4:41
3. Mistreated (Blackmore, Coverdale) — 10:13
4. Smoke On The Water (Blackmore, Gillan, Glover, Lord, Paice) — 8:26
5. You Fool No One  (Blackmore, Coverdale, Lord, Paice) — 18:42 
  1. The Mule (drum solo) (Blackmore, Gillan, Glover, Lord, Paice)
6. Space Truckin'  (Blackmore, Gillan, Glover, Lord, Paice) — 25:13

Version remastérisée 2003
1. Burn - 6:20
2. Might Just Take Your Life - 4:49
3. Lay Down, Stay Down (Blackmore, Coverdale, Lord, Paice) - 4:45
4. Mistreated - 10:24
5. Smoke On the Water - 8:55
6. You Fool No One / The Mule - 19:08
7. Space Truckin'  - 25:12

## Musiciens
- Ritchie Blackmore: guitare
- Jon Lord: claviers
- Ian Paice: batterie, percussions
- David Coverdale: chant, chœurs
- Glenn Hughes: basse, chant, chœurs

## Anecdote
Lors de ce concert, vers la fin, Ritchie Blackmore casse sa guitare sur une caméra, si bien que le bois éclaté du manche de la guitare perce l'objectif de la caméra.